# Handasyde glider
 (avril 2023).
Si vous disposez d'ouvrages ou d'articles de référence ou si vous connaissez des sites web de qualité traitant du thème abordé ici, merci de compléter l'article en donnant les références utiles à sa vérifiabilité et en les liant à la section « Notes et références ».
Le planeur Handasyde est un planeur monoplan monoplace, conçu spécifiquement pour la première compétition de vol à voile britannique tenue à Itford Hill en 1922, une épreuve d'endurance. Il termine à la deuxième place derrière une machine biplan française .

## Design et développement
En août 1922, le journal Daily Mail offrit un prix de 1 000 £ pour le vol de la plus longue durée effectué par un avion non motorisé et plus lourd que l'air. Le concours devait être organisé par le Royal Aero Club, qui a choisi le site (Itford Hill, dans les Sussex South Downs près de Lewes ) et la date (16-21 octobre). Cela a donné aux concurrents six semaines pour concevoir, construire et transporter leurs machines; 13 sont arrivées à temps et l'une d'elles était le planeur Handasyde, numéro de concours 2, qui devait être piloté par FP Raynham . 
George Handasyde a conçu le planeur pour Raynham, assisté de son dessinateur Sydney Camm. La Handasyde Aircraft Co. n'avait aucune capacité de fabrication, de sorte que l'avion a été construit par l'Air Navigation and Engineering Company (ANEC) de Louis Blériot d'Addlestone, Surrey . C'était un avion entièrement en bois avec une aile épaisse, haute et cantilever avec légèrement effilée et des pointes carrées. Les ailerons triangulaires obtus inhabituels atteignaient les bouts d'ailes, où ils avaient leur plus grande corde. Le contrôle des ailerons était également inhabituel; les fils de commande n'allaient pas à la base de la colonne de commande mais plutôt couraient dans le cockpit, où le pilote les travaillait avec sa main gauche. L'empennage entièrement mobile était rectangulaire, l'aileron triangulaire avec une ligne d'articulation verticale pour le gouvernail quadrilatéral s'inclinait vers le haut sur son bord inférieur pour fournir un dégagement de l'empennage. 
Le fuselage avait des côtés plats et parallèles qui se rétrécissaient en profondeur à l'arrière des ailes. Le cockpit monoplace se trouvait juste derrière le bord d'attaque de l'aile ; avec le pilote en place, une pièce rectangulaire à charnière arrière avec une ouverture pour sa tête repliée vers l'avant pour compléter la surface supérieure de l'aile. À l'avant, les côtés plats du fuselage se courbaient vers l'intérieur et étaient arrondis au niveau du nez. Le planeur reposait sur une paire de patins montés sur les longerons inférieurs du fuselage, les ailes étant protégées par des boucles métalliques allant du longeron principal sous l'aile jusqu'au bord d'attaque. Il avait aussi un petit train arrière .

## Historique opérationnel
Malgré des conditions venteuses tout au long de la semaine de compétition, Raynham a piloté plusieurs fois le Handasyde. Après quelques entraînements pendant le week-end, il a effectué deux vols de compétition le lundi 16 octobre, dont le meilleur a duré 11 min 23 s. Apprenant de l'approche adoptée par Fokker, qui avait plus d'expérience en vol à voile, il a considérablement amélioré son temps le lendemain à 113 min et semblait prêt pour le prix du Daily Mail . Il y avait peu de vol jeudi à cause des vents, et l'équipe Handasyde en a profité pour installer une rallonge de safran et augmenter le braquage des ailerons. Pourtant, dans l'après-midi du dernier jour, samedi 21 octobre, le pilote français Maneyrol est resté en l'air pendant 201 min dans son planeur Peyret à ailes tandem. Raynham a effectué un autre vol, mais qui fut bref et il a dû se contenter du prix Ogilvie de 50 £ pour le meilleur vol britannique le premier jour et d'un autre prix de 10 £, de la Chambre de commerce de Seaford, pour le plus long vol en ligne droite. Il a ensuite reçu le Trophée Britannia pour le vol britannique le plus méritant de l'année. 
Après la compétition d'Itford, le Handasyde a participé au tournage autour de la côte du Devon et a été perdu après avoir amerri. 
Un deuxième planeur Handasyde a été vendu à la Canterbury Aviation Company de Nouvelle-Zélande en 1923.

## Caractéristiques
- Capacité: un
- Longueur: 16 ft 7 in (5,06 m)
- Envergure: 36 ft 0 in (10,97 m)

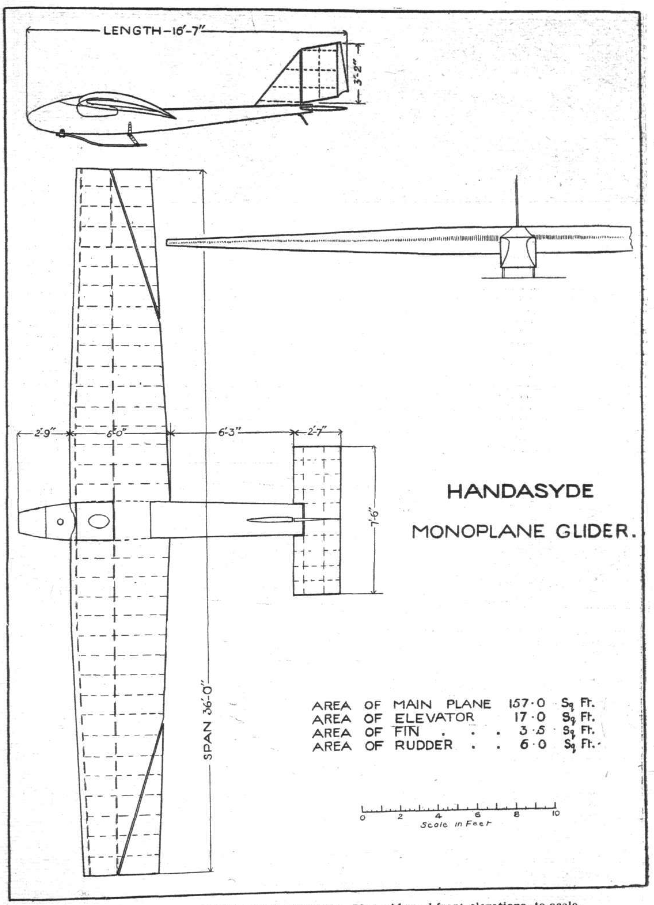

- Surface allaire: 157.0 sq ft (14,59 m2)
- Aspect ratio: 8.3
- Profil aérodynamique: Göttingen 441
- Poids à vide: 160 lb (73 kg)
- Poids brut: 320 lb (145 kg)
- Charge alaire: 2.06 lb/sq ft (10,05 kg/m2)